# Planochorus ibericus
Planochorus ibericus är en stekelart som beskrevs av Schwenke 2004. Planochorus ibericus ingår i släktet Planochorus och familjen brokparasitsteklar. Inga underarter finns listade i Catalogue of Life.